# مانولو گاسپار
مانولو گاسپار (انگلیسی: Manolo Gaspar؛ زادهٔ ۳ فوریهٔ ۱۹۸۱) بازیکن فوتبال اهل اسپانیا است.
از باشگاه‌هایی که در آن بازی کرده‌است می‌توان به باشگاه فوتبال لوانته، باشگاه فوتبال مالاگا، و باشگاه فوتبال آلمریا اشاره کرد.